# 直木和
直木和（1918年3月23日—1944年11月30日），日本足球運動員，前日本國家足球隊成員。在第二次世界大戰後立即死於事故。

## 日本國家足球隊
1940年，他共为日本國家足球隊出场1次，於對戰菲律賓國家足球隊的比賽。

## 成績
| 日本國家足球隊 | 日本國家足球隊 | 日本國家足球隊 |
| 年             | 出場           | 入球           |
| -------------- | -------------- | -------------- |
| 1940           | 1              | 0              |
| 總和           | 1              | 0              |

## 外部連結
1. ↑  University of Tokyo SC magazine (東大サッカー部誌第四号) (p.46) 的存檔，存档日期2016-03-06.（日語）
2. ↑  University of Tokyo SC magazine (東大サッカー部誌第五号) (p.166) 的存檔，存档日期2018-05-21.（日語）

- Japan National Football Team Database